# Bernard Ebbers
Bernard Ebbers (Edmonton, Alberta, Canadá; 27 de agosto de 1941-Nueva York, Estados Unidos; 2 de febrero de 2020) fue un empresario canadiense, con nacionalidad también estadounidense. Fundador y CEO del grupo WorldCom (segundo operador de telecomunicaciones más grande del mundo).

## Biografía

### Nacimiento, formación académica y baloncesto
Nacido en una familia de vendedores ambulantes, Bernard fue el segundo de cinco hijos. Tras su nacimiento en Edmonton (Alberta) su familia se trasladó a California y Nuevo México, donde pasó su infancia antes de regresar a Edmonton. Completados sus estudios en educación secundaria, Bernard asistió brevemente a la Universidad de Alberta y al Calvin College antes de inscribirse en el Mississippi College. Compatibilizó sus estudios trabajando como lechero y gorila. Mientras estudiaba en el Mississippi College, Ebbers ganó una beca de baloncesto. Una lesión antes de comenzar su temporada sénior le impidió jugar su último año. Al no poder jugar, fue nombrado entrenador del equipo universitario júnior.

### Matrimonios
En 1968, Ebbers se casó con Linda Pigott, con quien tuvo tres hijas. Ebbers solicitó el divorcio en julio de 1997 y se casó con su segunda esposa, Kristie Webb, en la primavera de 1999. El 16 de abril de 2008, ella pidió el divorcio, cuando Ebbers aún no había cumplido dos años en prisión.

### Fraude económico y condena
En el 2005 fue condenado a veinticinco años de cárcel al ser encontrado culpable de haber organizado un fraude contable de once mil millones de dólares en WorldCom que produjo la quiebra de la compañía. Por aquel entonces, fue el mayor fraude de la historia de los Estados Unidos. Su condena fue la más dura entre los principales escándalos corporativos de la primera década del siglo XXI en Estados Unidos. Hasta que en junio de 2009 el financiero Bernard Madoff fue condenado a 150 años de cárcel, la mayor pena posible, por haber cometido un fraude piramidal de más de cincuenta mil millones de dólares (45 192 millones de euros), considerado como la mayor estafa individual de la historia.
En diciembre de 2019, se le concedió la libertad anticipada debido a su delicado estado de salud. Murió el 2 de febrero de 2020 a los 78 años.